# Tabea Rößner

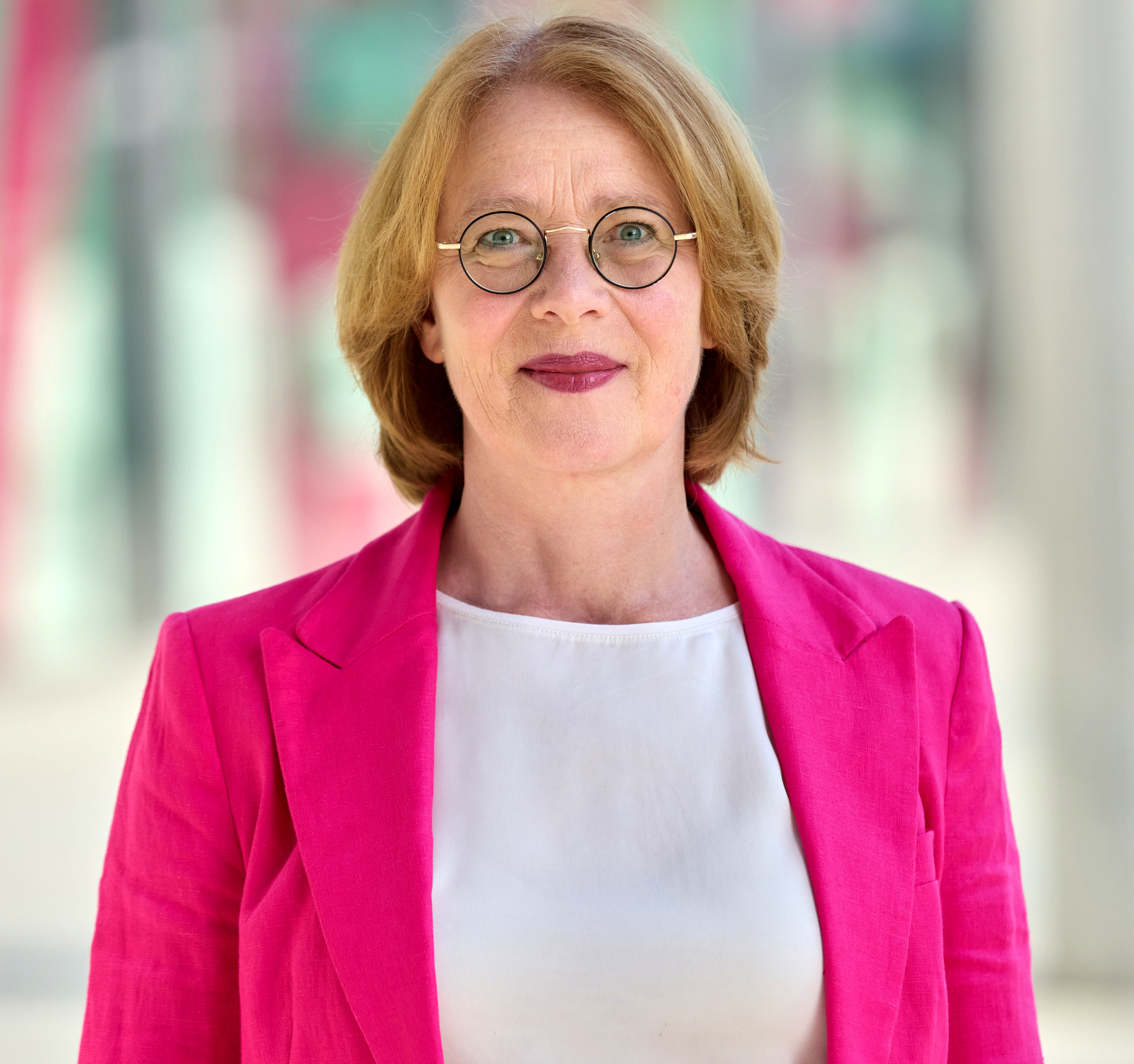
Tabea Rößner (2024)

Tabea Rößner (* 7. Dezember 1966 in Sassenberg) ist eine deutsche Politikerin von Bündnis 90/Die Grünen und Journalistin. Sie war von 2009 bis 2025 Mitglied des Bundestages und seit Dezember 2021 Vorsitzende des Ausschusses für Digitales. Als Landesvorstandssprecherin war sie von November 2001 bis November 2006 eine der beiden Vorsitzenden des rheinland-pfälzischen Landesverbandes. Von 1991 bis 2009 arbeitete sie als freie Redakteurin und Autorin im öffentlich-rechtlichen wie privaten Rundfunk, unter anderem bei der Kindernachrichtensendung logo!

## Familie und Studium
Tabea Rößner wurde 1966 als viertes von sechs Kindern einer Pfarrersfamilie im Münsterland geboren. Im Alter von zwölf Jahren zog sie mit ihrer Familie von Bielefeld nach Olpe ins Sauerland. Sie studierte von 1985 bis 1992 Musikwissenschaft, Kunstgeschichte und Theater-, Film- und Fernsehwissenschaft zunächst an der Universität zu Köln, dann an der Johann Wolfgang Goethe-Universität in Frankfurt am Main und schloss mit dem Magister artium ab. Von 1992 bis 1994 absolvierte sie das Aufbaustudium Journalistik mit dem Nebenfach Öffentliches Recht an der Johannes Gutenberg-Universität in Mainz.
Rößner ist seit 2016 mit dem Medien- und Staatsrechtler Karl-Eberhard Hain verheiratet, hat zwei Kinder aus erster Ehe und lebt in Mainz. 2025 gab sie ihren Rückzug aus der Politik bekannt. Grund hierfür ist unter anderem eine Krebserkrankung im fortgeschrittenen Stadium.

## Politik
Tabea Rößner trat 1986 den Grünen bei. Sie engagierte sich während ihres Studiums an der Johann-Wolfgang-Goethe-Universität in Frankfurt am Main in den hochschulpolitischen Gremien, sie gründete 1987 die Grüne Hochschulgruppe mit und war von 1988 bis 1991 Mitglied des Konvents.
1998 wurde sie zur Beisitzerin im Kreisvorstand des Kreisverbandes Mainz von Bündnis 90/Die Grünen, wo sie 1999 Vorstandssprecherin wurde, eine Position, die sie bis 2007 bekleidete. Von 2001 bis 2006 hatte sie, zusammen mit Manfred Seibel, den zweiköpfigen Sprecherposten des dreiköpfigen Landesvorstands der rheinland-pfälzischen Grünen inne. Sie war 2002 Direktkandidatin des Bundestagswahlkreises Mainz für Bündnis 90/Die Grünen und im Mai 2004 Mitglied der Bundesversammlung.
Im Juni 2004 wurde sie in den Mainzer Stadtrat gewählt, dem sie bis 2012 angehörte. Bis 2009 war sie stellvertretende Fraktionssprecherin. Bei der Listenaufstellung zur Landtagswahl am 26. März 2006 von Bündnis 90/Die Grünen Rheinland-Pfalz am 4. Juni 2005 wurde Tabea Rößner auf Platz 3 der Landesliste gewählt und kandidierte damit auf einem aussichtsreichen Platz für den Landtag. Allerdings scheiterte die Partei knapp an der Fünf-Prozent-Hürde.
Im März 2009 wurde sie auf Listenplatz drei der rheinland-pfälzischen Landesliste für die Bundestagswahl 2009 gewählt und kandidierte gleichzeitig als Direktkandidatin im Bundestagswahlkreis Mainz. Mit 12,6 Prozent der abgegebenen Erststimmen bekam sie das drittbeste Ergebnis in ihrem Wahlkreis, der von Ute Granold gewonnen wurde. Dennoch zog sie über die Landesliste in den Bundestag ein, da die Grünen in Rheinland-Pfalz erstmals in ihrer Geschichte einen dritten Sitz im Deutschen Bundestag errangen.
Am 1. Dezember 2012 wurde Rößner auf der Landesdelegiertenversammlung ihrer Partei mit 175 von 187 Stimmen auf Platz eins der Landesliste für die Bundestagswahl 2013 gewählt und zog bei der Wahl erneut in den Bundestag ein. Sie war bis 2017 Sprecherin für Medienpolitik, Kreativwirtschaft und digitale Infrastruktur der Fraktion Bündnis 90/Die Grünen, Mitglied des Ausschusses für Kultur und Medien und stellvertretendes Mitglied im Ausschuss für Wirtschaft und Energie, im Ausschuss Digitale Agenda sowie im Ausschuss für Verkehr und digitale Infrastruktur. Sie gründete mit Erwin Rüddel und Detlev Pilger den interfraktionellen Parlamentskreis Bahnlärm.
Sie wurde am 11. Dezember 2016 erneut als Spitzenkandidatin der rheinland-pfälzischen Grünen bei der Bundestagswahl 2017 gewählt und erhielt 93,9 Prozent der Stimmen.
In ihrer dritten Wahlperiode war Rößner Mitglied des Ausschusses für Recht und Verbraucherschutz und stellvertretendes Mitglied im Ausschuss für digitale Agenda, Ausschuss für Kultur und Medien, im Unterausschuss Europarecht und in der Enquete-Kommission Künstliche Intelligenz. Für ihre Fraktion war sie die Sprecherin für Netzpolitik und Verbraucherschutz. Mit Ursula Groden-Kranich und Ulli Nissen gründete sie den interfraktionellen Parlamentskreis Fluglärm.
Politisch engagierte sie sich vor allem gegen den Bau eines Kohlekraftwerks auf der Ingelheimer Aue in Mainz, der von den Kraftwerken Mainz-Wiesbaden geplant wurde und in deren Aufsichtsrat sie seit 2010 sitzt. Außerdem engagiert sie sich gegen Rechtsextremismus. Sie ist stellvertretende Vorsitzende des Vereins „Rheinhessen gegen Rechts“. Als Gegnerin des Ausbaus des Frankfurter Flughafens engagiert sich Rößner gegen Fluglärm im Speziellen und Verkehrslärm im Allgemeinen.
Mit ihrem Einzug in den Bundestag gehört zu ihren Schwerpunkten der Breitbandausbau sowie die Unabhängigkeit der Medien. Sie war mit einem ursprünglichen Antrag der Bundestagsfraktion, dem sich die SPD-Fraktion zunächst nicht anschließen wollte, treibende Kraft für ein schließlich von den Ländern Rheinland-Pfalz und Hamburg 2011 eingereichtes Normenkontrollverfahren vor dem Bundesverfassungsgericht zum ZDF-Staatsvertrag in der Causa Brender. Durch das Urteil wurde 2014 der Anteil an Politikern im ZDF-Verwaltungsrat und dem ZDF-Fernsehrat stark begrenzt.
Im Juni 2019 kündigte sie ihre Kandidatur bei den Oberbürgermeisterwahlen in Mainz am 27. Oktober 2019 an. Sie erhielt 22,5 Prozent der abgegebenen Stimmen und schied damit als Drittplatzierte nach dem ersten Wahlgang aus.
Bei der Bundestagswahl 2021 kandidierte sie als Direktkandidatin im Wahlkreis Mainz und auf Platz 1 der Landesliste der Grünen und zog über die Liste wieder in den Bundestag ein. Rößner wurde Vorsitzende des Ausschusses Digitales im 20. Deutschen Bundestag.
Rößner hat in Kooperation mit der Internationalen Gesellschaft für Menschenrechte mehrere politische Patenschaften übernommen, unter anderem für die inhaftierte iranische Biologin Niloufar Bayani.
Im Juli 2024 kündigte Rößner an, bei der Bundestagswahl 2025 nicht erneut zu kandidieren.

## Mitgliedschaften
Rößner ist Mitglied der Europa-Union Parlamentariergruppe Deutscher Bundestag. Seit 2010 ist sie Mitglied im Kuratorium der Fridtjof-Nansen-Akademie für politische Bildung im Weiterbildungszentrum Ingelheim. Seit 2011 ist sie Mitglied und im Vorstand des Bundesverbandes Smart City e. V. mit Sitz in Mainz.